# شون كارول
شون مايكل كارول (/ˈkærəl/)، (مواليد 5 أكتوبر 1966) هو عالم الكون وأستاذ الفيزياء المتخصص في الطاقة المظلمة والنسبية العامة. وهو أستاذ باحث في قسم الفيزياء في معهد كاليفورنيا للتكنولوجيا. وقد كان مساهما في بلوق الفيزياء الكونية، ونشرت في الصحف والمجلات العلمية مثل مجلة نيتشر ، وسيد (Seed)، والسماء والتلسكوب (Sky & Telescope)، ونيو ساينتست.

## وصلات خارجية
- شون كارول على موقع IMDb (الإنجليزية)
- شون كارول على موقع ميوزك برينز (الإنجليزية)
- شون كارول على موقع قاعدة بيانات الفيلم (الإنجليزية)